# Limbo – Children of the Night
Limbo – Children of the Night (spanischer Originaltitel: Limbo, „Vorhölle“) ist ein argentinischer Film von Iván Noel aus dem Jahr 2014.

## Handlung
Die Journalistin Alicia erhält eine E-Mail von einer gewissen Erda, die sich als Oberin (matrona) von Limbo ausgibt, einem abgeschiedenen Ort, an dem angeblich Kinder mit einer seltenen Krankheit gepflegt werden. Erda lädt Alicia zu sich ein, damit sie sich ein Bild vom Ort machen und sie vielleicht bei einem Kampf gegen die „Mächte des Bösen“ unterstützen könne. Alicia, die sich sehr um das Wohl von Kindern sorgt, nachdem sie selbst als Kind von ihrer Mutter zur Adoption freigegeben wurde, da sie an Hämophilie leidet, macht sich trotz der Widerstände einer Kollegin sowie Gabriels, mit dem sie eine Affäre hat, sogleich mit dem Bus von Buenos Aires auf den Weg.
Mit den ihr angegebenen Koordinaten gelangt sie in eine einsame Gegend. Als es schon dunkel wird, fragt sie einen am Straßenrand wartenden schwarzgekleideten Mann nach dem Weg, der sie allerdings mit der unerwarteten Gegenfrage nach dem Verbleib Gabriels aus der Fassung bringt und ihr keine Hilfe ist. Wenig später trifft sie auf einen weißgekleideten Jungen, der ihr erklärt, schon lange auf sie gewartet zu haben, und sie endlich nach Limbo führt, ein weites Areal inmitten eines Waldgebiets. Dort wird sie von Erda, der Oberin, freundlich empfangen; während der Junge, Siegfried, den Auftrag erhält, zu den anderen zu gehen, wird Alicia auf ihr Zimmer gebracht.
In den nächsten Tagen versucht Alicia, mehr über die Kinder und ihre Krankheit herauszufinden. Alle sind in Weiß gekleidet, mit Ausnahme eines als „Der Graf“ (El Conde) bezeichneten Jungen, sind fast ausschließlich nachts wach und verhalten sich vielfach nicht ihrem Alter gemäß. Siegfried benimmt sich ihr gegenüber besonders aufdringlich und fällt durch anzügliche Bemerkungen auf. Außerdem kommen Alicia viele der Kinder bekannt vor. Erdas Erklärungen, meist religiöser Natur, helfen ihr nicht weiter, und trotz des sehr schönen Gesamteindrucks, den Limbo auf die Journalistin macht, versteht sie viele Vorgänge nicht; so kommen regelmäßig einzelne Kinder auf mysteriöse Art zu Tode.
Eines Tages taucht unangemeldet Gabriel in Limbo auf und drängt sich Alicia wieder auf, was vor allem Siegfried mit Missfallen sieht. Sie verhält sich ihm gegenüber jedoch abweisend und weigert sich auch, am nächsten Tag wieder mit ihm nach Buenos Aires zurückzufahren. Zornig verlässt Gabriel den Ort wieder. Bald darauf stellt Alicia fest, dass ihr viele der Kinder tatsächlich bekannt sind: Es handelt sich um spurlos verschwundene Kinder aus dem ganzen Land. Als sie Erda zur Rede stellt und wieder keine ausreichende Antwort erhält, will sie mitten in der Nacht durch den Wald in ein nahe gelegenes Dorf fliehen, doch der Graf tritt ihr entgegen und bringt sie dazu, wieder umzukehren.
Nur mit großen Schwierigkeiten kann sich Alicia an die nun erfolgenden Erklärungen Erdas gewöhnen: Ein großer Teil der weltweit jedes Jahr verschwindenden Kinder werde Opfer von Vampiren und ziehen sich deshalb in ein Limbo zurück, von denen es allein in Argentinien 14 gebe. Dort können sie vor der Außenwelt geschützt und unter ihresgleichen leben, während sie eine Zukunft vorbereiten, in denen die Welt den Vampiren gehört. Ab dem Zeitpunkt, in dem sie gebissen wurden, altern die Vampire nicht mehr, weshalb die angeblichen Kinder meist schon deutlich älter sind. Nun ist auch Siegfrieds Interesse an Alicia verständlich: Unter dem Namen Emanuel war er ihre Jugendliebe und pflegte sie, als sie aufgrund ihrer Krankheit dem Tod nah war; ihr Vater war jedoch dagegen und tötete den Jungen beinahe, woraufhin er von den Vampiren des Grafen aufgenommen wurde. Sein sexuelles Interesse an ihr ist ihr jedoch weiterhin unangenehm.
Des Weiteren erfährt Alicia, dass der Graf – offenbar auch der ehemalige Liebhaber von Erda, die aber als Bluterin selbst kein Vampir werden konnte – niemand Geringerer als der Enkel von Graf Dracula ist, der wie schon seine Vorfahren als Beschützer aller bedrohten Vampire weltweit auftritt. Eine Gruppe von Vampirjägern unter dem Kommando des Sohnes von Bram Stoker sind seine Hauptgegner; immer wieder kommt es zu nächtlichen Zwischenfällen, bei denen mal einige der Vampire, mal einige der Männer Stokers getötet werden. Auch Gabriel gehört zu den Vampirjägern, wie Alicia mit Schrecken erfährt, als sie ihn unvermittelt gefesselt im Keller entdeckt; sie befreit ihn zwar, schließt sich ihm jedoch nicht an.
Am Tag nach der traditionellen Taufe, bei der Erda jüngere Vampire, die die Reife erlangt haben, mit Blut tauft, da sie ab diesem Zeitpunkt menschliches statt tierisches Blut trinken dürfen, greifen die Vampirjäger Limbo an. Erda wird gefesselt und muss hilflos zusehen, wie die Männer mehrere der Vampire auf grausame Art töten. Während Alicia sich bemüht, ihnen zu helfen, kommt es – offenbar auf Betreiben des Grafen – zu einer kompletten Sonnenfinsternis; gleichzeitig trifft ein vom Grafen als Verstärkung gerufener Fledermausschwarm ein, der sich als weitere Gruppe von Kindervampiren herausstellt. Es folgt ein blutiger Kampf, bei dem die Vampire über die Männer herfallen und nichts mehr von ihnen übrig lassen. Stoker wird vom Grafen zur Strafe geblendet, dann jedoch laufen gelassen. Im Verlauf des Kampfs ist die schon seit längerer Zeit gesundheitlich angeschlagene Erda verstorben. Während der Graf um sie trauert, geben die anderen Vampire Alicia zu verstehen, dass sie in Zukunft unter ihrer Leitung stehen werden.
Alicia tritt also Erdas Nachfolge an, wie es diese von Anfang an geplant hatte. Der Graf verabschiedet sich, da er dieses Limbo in Sicherheit weiß und nun Vampiren in Patagonien zur Hilfe eilen muss. Zusammen mit Siegfried, dem sie mittlerweile wieder näher gekommen ist, inszeniert Alicia einen Found-Footage-Film, in dem sie von dem Vampir angefallen und offenbar getötet wird. Während des Abspanns ist ein Nachrichtensprecher zu sehen, der aufgrund des gefundenen Bildmaterials Alicias Tod bekanntgibt.

## Produktion und Veröffentlichung
Limbo ist Noels insgesamt fünfter Film und nach Vuelve – Komm zurück! der zweite seiner argentinischen Schaffensphase. Bei (privat finanzierten) Produktionskosten von etwa 120.000 US-$ lag diesem Film ein deutlich höheres Budget als den Vorgängerfilmen zu Grunde. Von Anfang an plante Noel, mit diesem Film erstmals den US-amerikanischen Markt erschließen zu können. Der Dreh erfolgte zwischen Dezember und März 2012 an verschiedenen Orten in der Provinz Córdoba. Als Schauspieler castete Noel (zum Teil direkt auf der Straße) Kinder aus Jesús María, wo er selbst wohnte, und aus der Nachbarstadt Colonia Caroya; die einzige Schauspielerin mit Filmerfahrung war Ana María Giunta. Auch die Vampirjäger wurden zum Teil spontan ausgewählt. Thematisch ging es Noel wie bei allen seinen Filmen um die Kindheit: Hier wollte er das Konzept der im ewig jung bleibenden Körper alternden Vampire betrachten. Anfang April wurde der finale Kampf zwischen Vampiren und Jägern gedreht. Zu diesem Zweck hatte Noel einen allgemeinen Aufruf an Kinder der Umgebung gestartet, sich beim Instituto Nuestra Señora del Rosario del Milagro, dem Drehort, einzufinden. Die Hoffnung auf etwa 2.000 Kinder erfüllte sich jedoch nicht.
Nachdem der Film zwischenzeitlich schon auf Noels Website zum Verkauf angeboten wurde, erschien er im Oktober 2015 unter dem Titel Children of the Night („Kinder der Nacht“ – ein Zitat aus Dracula) auf DVD bei Artsploitation Films (USA und Kanada) und Matchbox Films (Vereinigtes Königreich). Die deutsche DVD-Ausgabe des Films erschien am 26. Februar 2016 bei cmv-Laservision als Original mit deutschen Untertiteln, wie zuvor auch schon sämtliche andere Filme Noels.

## Rezeption
Der Film erntete gemischte Kritiken.
Hope Madden von ScreenRelish.com fand einige inhaltliche Elemente „geradezu dumm“, lobte allerdings das „künstlerische Auge“ des Regisseurs (und Kameramanns), das eine „poetische Vision“ erschaffe. Hauptdarstellerin Ramos attestierte sie eine „aufrichtige Schauspielleistung“. Insgesamt spiele der Film mit „subversivem Horror“, verlasse sich aber zu sehr auf „gotisches Melodrama“, um wirklich zu funktionieren.
Für Blair Hoyle von CinemaSlasher.com erwies sich der Film als „überraschend … süß und manchmal sogar unbeschwert“, mit vielen „liebevollen, pseudoromantischen Momenten“; diese „bizarre Formel“ mache den Film „faszinierend“. Lobend hob er auch den Soundtrack hervor, der den brutaleren Szenen eine „groteske Verspieltheit“ verleihe.

## Belege
1. ↑   Freigabebescheinigung für Limbo – Children of the Night. Freiwillige Selbstkontrolle der Filmwirtschaft (PDF).
2. 1 2 3  Claudio José Minoldo: Con niños actores locales se viene filmando “Limbo”: una película sobre vampiros. In: Semanario Primer Día. 17. März 2013, abgerufen am 7. März 2016 (spanisch).
3. ↑  Pressemappe zu Limbo. (PDF) Noel Films, S. 2, abgerufen am 2. November 2015 (englisch).
4. 1 2  Claudio José Minoldo: Terminaron de filmar Limbo, la película de vampiros. In: Semanario Primer Día. 28. April 2012, abgerufen am 7. März 2016 (spanisch).
5. ↑  Children of the Night. Artsploitation Films, abgerufen am 7. März 2016 (englisch).
6. ↑  Horror. Matchbox Films, abgerufen am 7. März 2016 (englisch).
7. ↑  Limbo – Children of the Night. cmv-Laservision, abgerufen am 7. März 2016.
8. ↑  Hope Madden: CHILDREN OF THE NIGHT Review. In: ScreenRelish.com. 29. September 2015, abgerufen am 7. März 2016 (englisch).
9. ↑  Blair Hoyle: “Children of the Night” Review. In: Cinema Slasher. 7. Oktober 2015, archiviert vom Original (nicht mehr online verfügbar) am 9. März 2016; abgerufen am 7. März 2016 (englisch).  Info: Der Archivlink wurde automatisch eingesetzt und noch nicht geprüft. Bitte prüfe Original- und Archivlink gemäß Anleitung und entferne dann diesen Hinweis.